# Providence (Alabama)
Pour les articles homonymes, voir Providence.
Providence est une municipalité américaine située dans le comté de Marengo en Alabama.
Selon le recensement de 2010, sa population est de 223 habitants. La municipalité s'étend sur 1,75 milles carrés (4,53 km2).
Nommée d'après l'église baptiste de la Providence, la localité devient une municipalité en 1971.

## Démographie
| 1970 | 1980 | 1990 | 2000 | 2010 | - |
| ---- | ---- | ---- | ---- | ---- | - |
| 252  | 363  | 307  | 311  | 223  | - |